# .30 Carbine

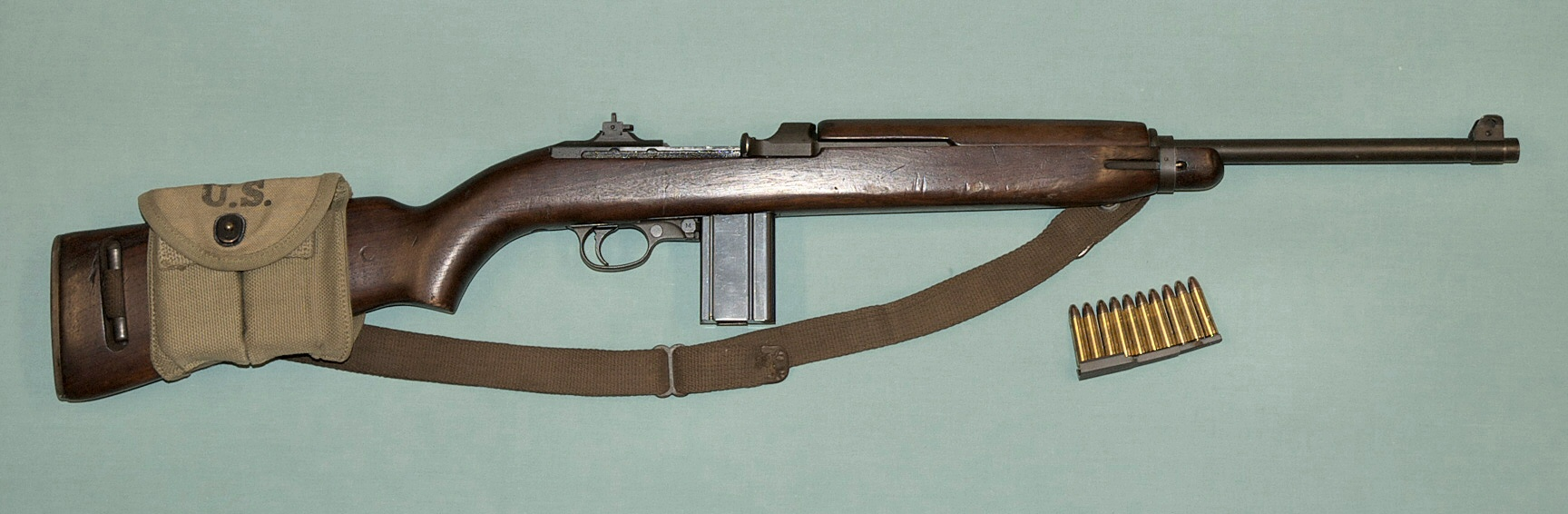
Carabine M1, seconde guerre mondiale.

Le .30 Carbine, aussi appelé 7,62 × 33 mm /  7.62 US, est la cartouche utilisée dans la carabine M1 introduit dans les années 1940. 
Cette cartouche a été réalisée par la société Winchester en modifiant la cartouche de .32 Winchester S.L. de 1906, pour répondre à l'US Army qui était à la recherche d'un nouveau calibre pour carabine légère.
Elle a été utilisée au cours de la Seconde Guerre mondiale, de la guerre de Corée et de la guerre du Viêt Nam.
Ce calibre est considéré comme celui d'un des premiers fusils d'assaut de l'histoire, c'est-à-dire d'une arme semi-automatique chambrée dans un calibre intermédiaire. Le 7,62 × 33 mm est en effet assez puissant pour être encore efficace à 300 m tout en ayant un faible recul ce qui permet d'enchaîner les tirs rapidement. 
Elle est aujourd'hui utilisée pour le tir civil, la popularité de la carabine M1 chez les tireurs et collectionneurs aidant. Il existe plusieurs centaines de milliers d'armes chambrées pour cette munition et il s'en fabrique encore de nos jours.
Quelques fabricants d'armes ont utilisé cette munition pour leur production, telle que le AMT AutoMag III et le Ruger Blackhawk. Vu la longueur de canon de ces armes, la cartouche ne conserve pas toute sa puissance et est considérée comme une cartouche de défense.

## Forces armées utilisatrices
- Brésil
- Israël
- Norvège
- Corée du Sud
- Viêt Nam
- États-Unis
- France

## Armes chambrant la .30 M1
- Carabine M1
- Cristobal M2
- CEAM Modèle 1950
- Universal Enforcer
- Beretta P30
- Franchi LF 58
- IMI Magal
- Ruger Blackhawk

## Données numériques
- Diamètre théorique du projectile : 7,62 mm (.308 pouce)
- Longueur de l'étui : 32,76 mm (1.290 pouce)
- Longueur totale de la cartouche: 41,91 mm (1.650 pouce)
- Masse du projectile : 7,1-8,1 g

## Balistique
Les caractéristiques de cette munition sont variables en fonction des chargements et du type de balles employées. La munition militaire standard présente les caractéristiques suivantes :
- Avec une balle cylindro-ogivale de 7,1 g (110 grains)
- Vitesse à la bouche : 670 m/s
- Énergie initiale : 1 594 joules

## Synonymes
- .30 M1 Carbine
- .30 US Carbine
- 7,62 x 33 mm
- 7,62K
- .30 S.L.R.